# پراهلادا

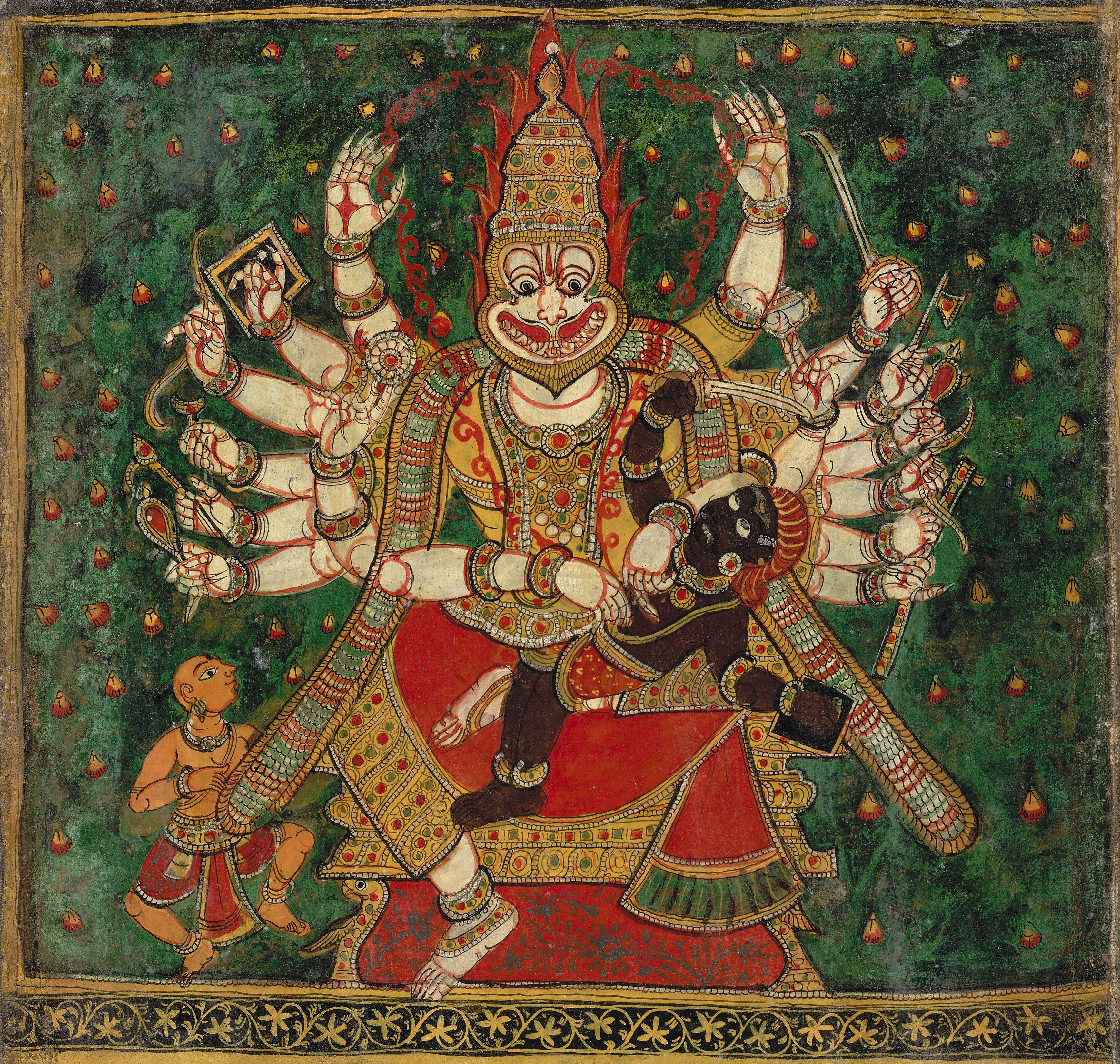
پراهلادا ناظر بر کشته‌شدن هیرکانیاکاشیپو توسط ناراسیمها

پراهلادا یا پراهالاد شخصیتی مقدس در متن‌های هندوئی پوراناها است. او وفاداری بسیاری به ویشنو داشت و این در حالی بود که پدرش هیرانیاکاشیپو تلاش می‌کرد او را از راه درست به در کند. از او به عنوان یک ماهاجانا، یا معتقد بزرگ یاد می‌شود و باورمندان به ناراسیمای اوتار احترام فراوان برایش قائل هستند.

## داستان پراهلادا

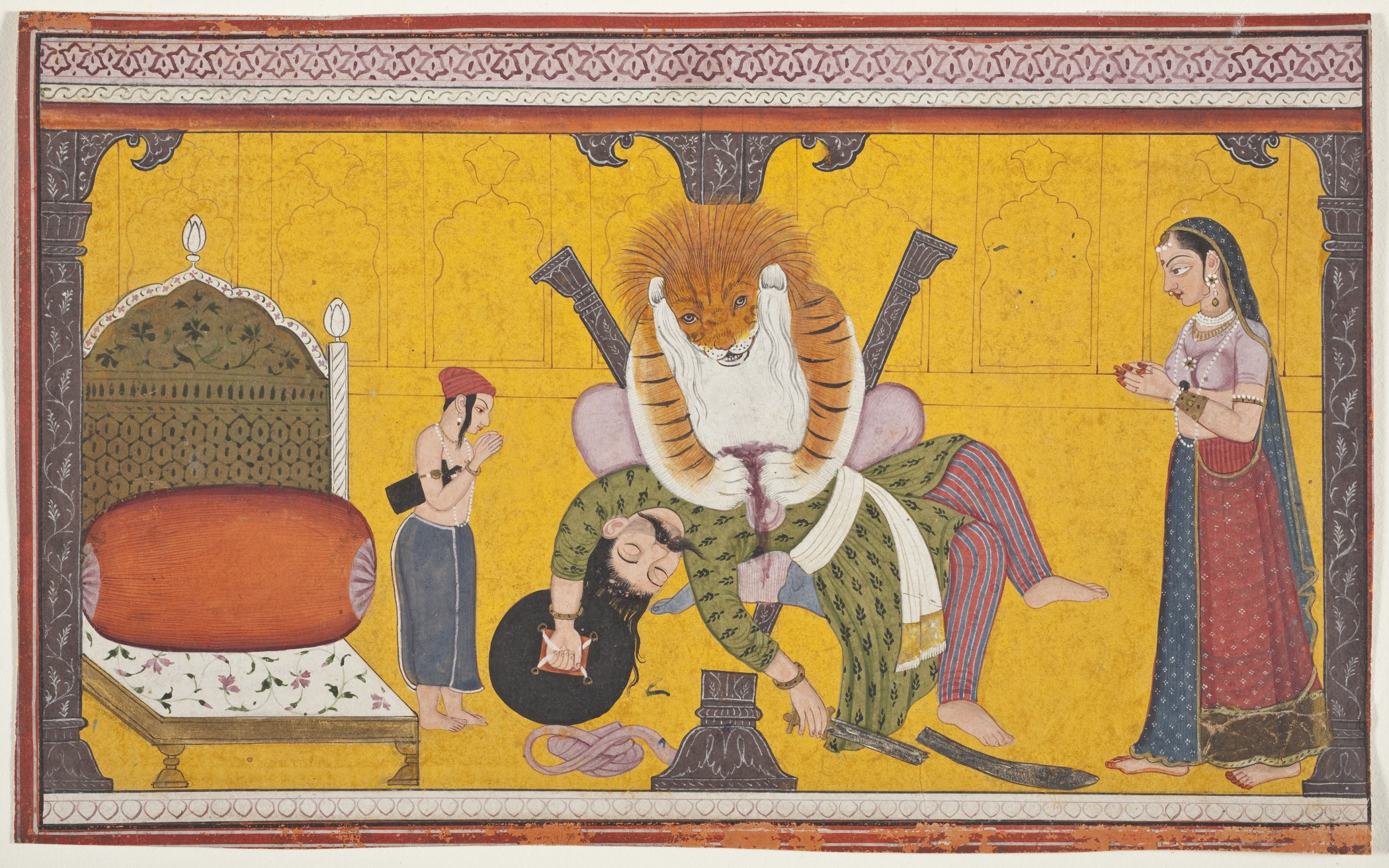
نقاشی پرادهلادا

پراهلادا فرزند هیرانیاکاشیپو و کایادو بود. بر خلاف تهدیدها بسیار از سوی پدرش هیرکانیاکاشیپو، پراهلادا به پرستش ویشنو ادامه داد. پدر او تلاش کرد تا با زهر پراهلادا را بکشد، او را در زیر پای فیل‌ها له کند، و او را در اتاقی با مارهای سمی زندانی سازد، ولی پراهلادا هر بار از این نقشه‌ها سالم بیرون می‌آمد.
هولیکا خواهر هیرانیاکاشیپو از آن رو تقدیس یافته بود که هیچ گاه توسط آتش آسیب نمی‌دید. یک روز، هیرانیاکاشیپو به پراهلادا دستور می‌دهد تا بر روی آتشی که در زیر بدن هولیکا روشن شده بود بنشیند. پراهلادا خدای ویشنو را دعا می‌کند تا از او پاسداری کند. به این دلیل هولیکا آتش می‌گیرد اما پراهلادا زنده می‌ماند. این رویداد از سوی هندوها در جشنواره هندوی هولی جشن گرفته می‌شود.